# T-64
Der T-64 ist ein Kampfpanzer, der zur Zeit des Kalten Krieges in der Sowjetunion entwickelt wurde. Er gehörte der neuen Generation der universal einsetzbaren Kampfpanzer an und unterschied sich grundlegend von seinen Vorgängern T-54, T-55 und T-62.

## Entwicklung
Der T-64 wurde Ende der 1950er-Jahre im Fahrzeugwerk von Charkow unter der Leitung von Alexander Alexandrowitsch Morosow entwickelt. Der erste Prototyp trug die Bezeichnung Objekt 430 und entstand im Jahr 1960. Die bei der Serienfertigung auftretenden Probleme konnten schließlich weitgehend gelöst werden, sodass die ersten T-64 (Objekt 432) 1967 ausgeliefert werden konnten. Ab 1974 wurden die Gardedivisionen der Gruppe der Sowjetischen Streitkräfte in Deutschland (GSSD) mit dem T-64 ausgerüstet.
Im T-64 gelang es, die damals modernste in der Sowjetunion verfügbare, z. T. neue oder bislang nur vereinzelt umgesetzte Technik zu vereinen. So verfügte der T-64 über eine Verbundpanzerung, eine vollstabilisierte Hauptwaffe mit einem Ladeautomaten, ein Zielfernrohr mit unabhängig stabilisierter Visierlinie in Verbindung mit einem stereoskopischen Entfernungsmesser sowie über einen kompakten und leistungsstarken Gegenkolben-Dieselmotor. In der Summe seiner Eigenschaften stellte der Entwurf eine Revolution im Panzerbau dar; dies führte aber auch dazu, dass er ein komplexes und teures Waffensystem war. Einige Komponenten wie Motor, Getriebe und Ladeautomat waren bei der Einführung in die Truppe noch nicht ausgereift und daher unzuverlässig. Diese Mängel wurden zum Teil erst bei der dritten und vierten Serienversion behoben.
Der T-64 kam nur in der Sowjetarmee zum Einsatz und wurde nicht exportiert. Mit der Einführung des T-64, der dem schweren Kampfpanzer T-10 in jeder Hinsicht überlegen war, wurden die schweren Panzerbataillone der Sowjetarmee Anfang der 1970er-Jahre aufgelöst und damit auch die Panzer vom Typ T-10M aus dem aktiven Dienst genommen. Der T-64 wurde erst sehr spät nach seiner Aufnahme in die Bewaffnung – bei der Siegesparade zum 40. Jahrestag des Tages des Sieges im Jahre 1985 auf dem Roten Platz in Moskau – der Öffentlichkeit vorgeführt.

## Technische Beschreibung

### Besatzung
Die Besatzung besteht aus drei Soldaten: Kommandant, Fahrer und Richtschütze.

### Antrieb und Fahrsysteme

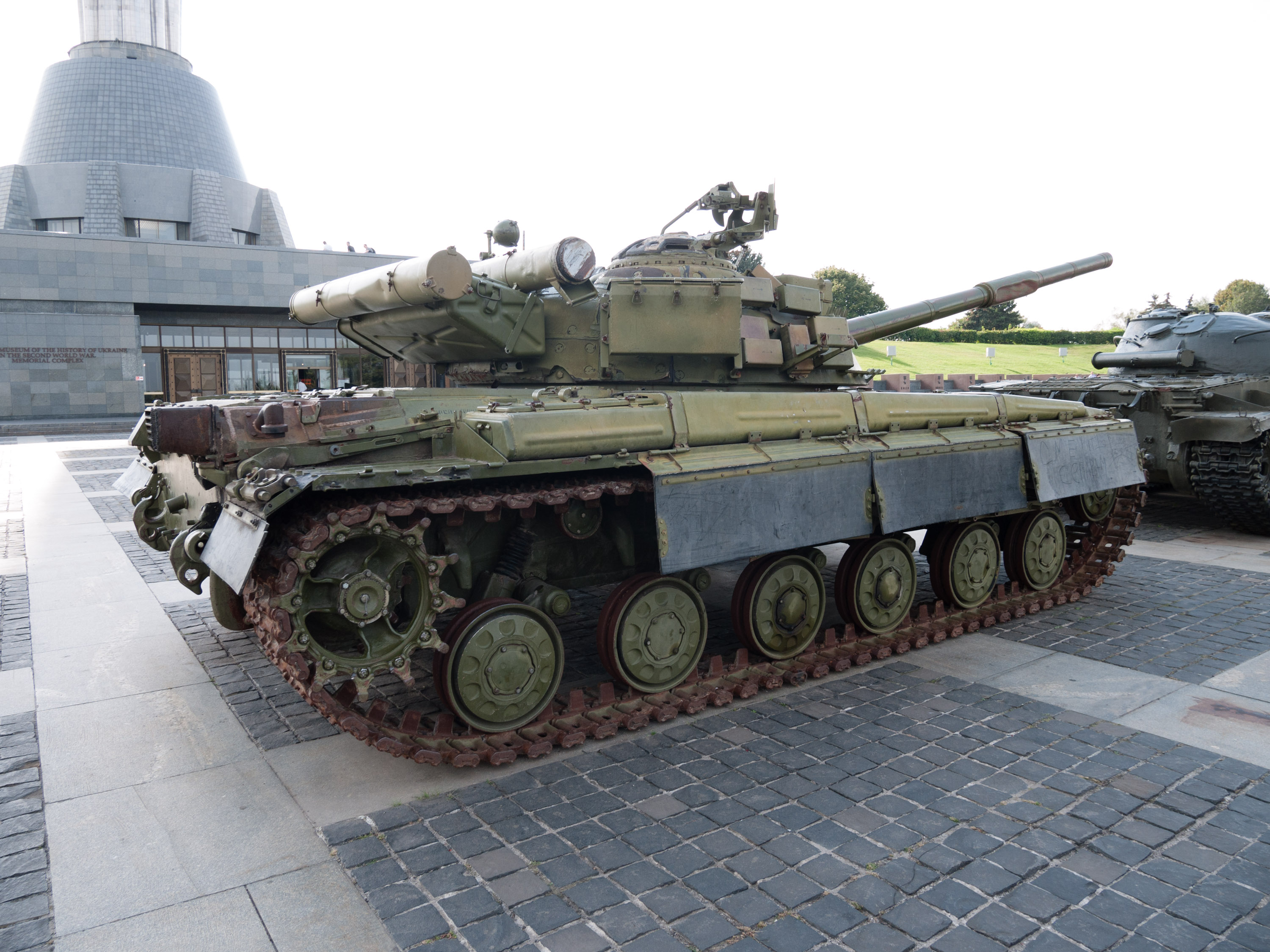
T-64BW, die Drehstabfederung und Aufhängung an der hinteren Laufrolle sind gut zu erkennen

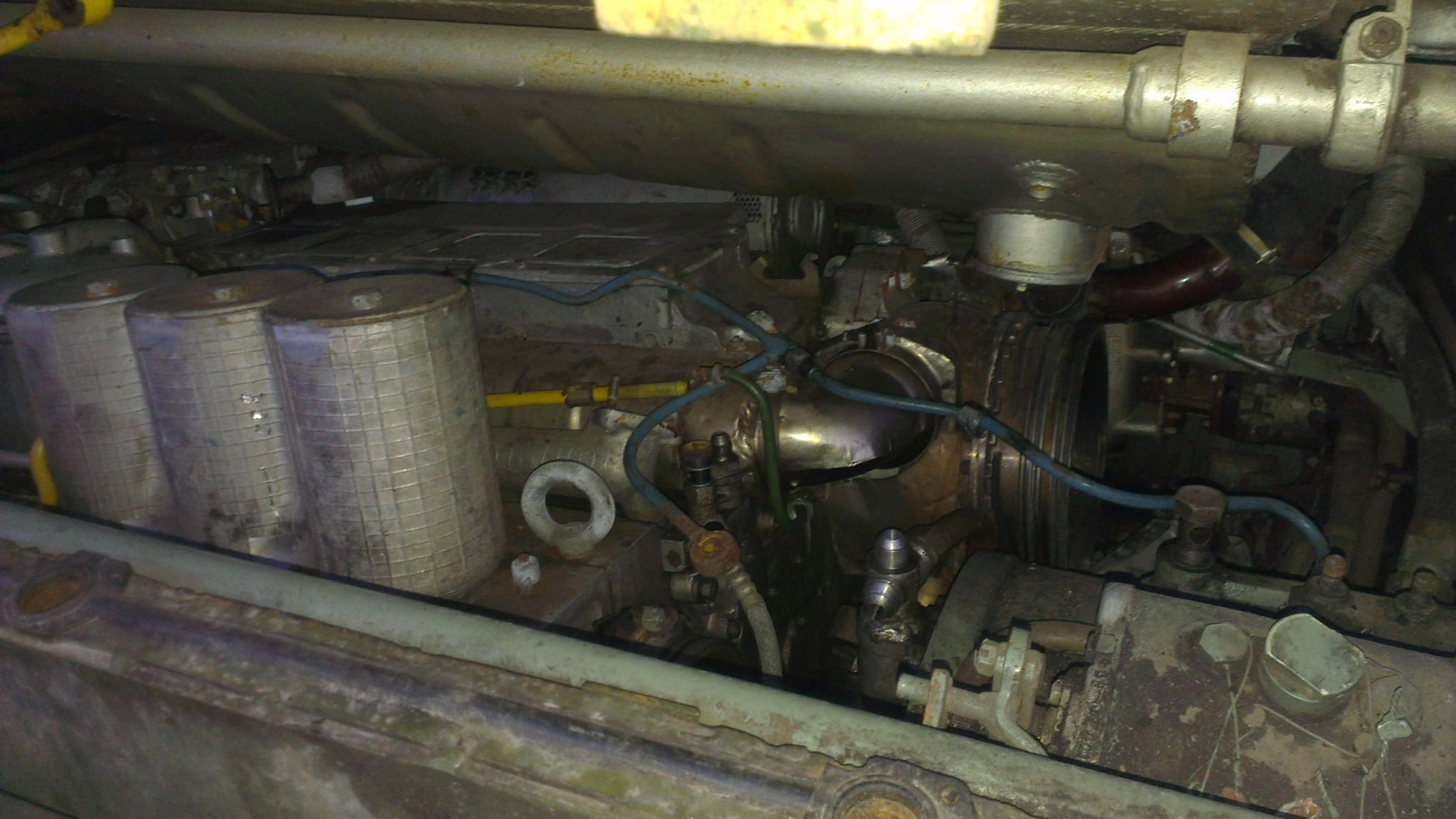
5TDF-Motor in einem T-64BW

Angetrieben wird der Panzer von dem 5-Zylinder-Gegenkolben-Dieselmotor 5TDF mit 10 Kolben und einer Leistung von 700 PS. Später wurde die Motorenleistung auf 720 PS angehoben. Es handelt sich um einen flachen und kompakten Gegenkolbenmotor mit hoher Verdichtung. Wegen der hohen Wärmeentwicklung erwies sich der Motor als sehr störanfällig und wartungsintensiv. Der spezifische Kraftstoffverbrauch war relativ hoch und der Motor litt unter Kaltstartproblemen. Die Höchstgeschwindigkeit des Panzers liegt auf der Straße bei 70 km/h, im Gelände beträgt sie 45 km/h. Zur Erhöhung der Reichweite können am Heck – wie bei sowjetischen Panzern üblich – zwei 200-Liter-Treibstofffässer angebracht werden. Dadurch steigt die Reichweite von 400 auf 500 km. Der Panzer kann Diesel in die Abgasanlage einspritzen, um sich selbst einzunebeln.
Der T-64 besitzt ein Leichtbau-Stützrollenlaufwerk mit Drehstabfederung und hydromechanischen Endanschlägen. Die insgesamt zwölf Laufrollen sind im Vergleich zu anderen Panzerlaufwerken sehr schmal ausgeführt. Die Kette liegt nicht flächig auf den Laufrollen auf und wird deshalb mehr als bei anderen Panzern belastet.
Der T-64 kann nach sehr kurzer Vorbereitung eine Unterwasserfahrt durchführen. Hindernisse bis 5,50 m Tiefe können so überwunden werden. Er ist in der Lage, Gräben bis 2,70 m und Höhenhindernisse bis 0,80 m zu überqueren. Unter dem Bug befindet sich eine Grabehilfe in Wannenbreite, die abgeklappt werden kann und es der Besatzung ermöglicht, Stellungen auszuschieben. Zusätzlich kann ein Minenräumgerät montiert werden. Am Heck befinden sich zwei Halterungen zum Mitführen eines Bergebalkens. Dieser ermöglicht zusammen mit zwei speziellen Seilen die Selbstbergung des Panzers.

### Bewaffnung
Eine Besonderheit des T-64 ist der Ladeautomat für die voll stabilisierte Glattrohrkanone. Ab der Version T-64A wurde die 125-mm-Kanone D-81 eingebaut. Der dazugehörige EZ-10-Ladeautomat dreht auf dem Turmboden. Darin sind 28 Geschosse mit der Spitze nach innen liegend angeordnet. Die Treibladungen stehen außen dahinter. Zum Laden müssen das Geschoss und die Treibladung hinter dem Verschluss angehoben werden, worauf der Ansetzer beides in das Rohr schiebt. Mittels dieses Mechanismus ist eine Feuerfolge von sechs bis acht Schüssen pro Minute möglich. Der Ladeautomat ist kompliziert, aber wenig störanfällig. Das Nachfüllen des Ladeautomaten ist unkompliziert; ein Laden von Hand bei dessen Ausfall ist möglich, jedoch reduziert dies die Feuergeschwindigkeit auf etwa einen Schuss pro Minute.
Die 125-mm-Kanone D-81 kann folgende Munitionsarten verschießen:
- Unterkalibergeschosse (APFSDS): KE-Pfeilgeschoss mit Treibspiegel, V0=1700–1800 m/s.
- Hohlladungsgranaten (HEAT).
- Splitterspreng-Granaten (FRAG-HE): Durch Veränderung am Zünder (Detonationszeit nach Aufschlag) kann Splitterspreng- oder Sprengwirkung mit Verzögerung eingestellt werden.

Der T-64A kann 37 Geschosse und Lenkwaffen für die Kanone mitführen (davon 28 im Ladeautomat). Ein normaler Kampfsatz besteht aus folgenden Geschossarten:
- 15 APFSDS-Geschosse vom Typ BM-32 mit DU-Penetrator, Durchschlag 500–560 mm Panzerstahl
- 4 HEAT-Granaten vom Typ BK-21, Durchschlag 500 mm Panzerstahl
- 12 FRAG-HE-Granaten vom Typ OF-19 oder OF-26
- 6 9K112 Kobra-Rohrraketen, Durchschlag 550–700 mm Panzerstahl

Optional kann folgende Munition verschossen werden:
- HEAT-Granate BK-21M mit einer Hohlladung, ausgekleidet mit einer Uraneinlage, Durchschlag 550–750 mm Panzerstahl
- APFSDS-Geschosse vom Typ BM-22, Durchschlag 380–430 mm Panzerstahl
- APFSDS-Geschoss vom Typ BM-29 mit DU-Penetrator, Durchschlag 430–470 mm Panzerstahl

Die Nebenbewaffnung des T-64A besteht aus einem koaxialen 7,62-mm-PKT-MG mit 2000 Schuss sowie einem 12,7-mm-Fla-MG NSWT mit 300 Schuss, das durch ein PZU-5-Visier vom Kommandanten aus dem Innenraum heraus bedient werden kann.
Ab der Version T-64A wurde zusätzlich eine Nebelmittelwurfanlage eingebaut. Diese besteht aus 16 Nebelwurfbechern, die seitlich in vier Gruppen am Turm angebracht sind.

### Feuerleitsysteme
Dem Kommandanten steht eine manuell drehbare Kuppel mit Dachluke, zwei Winkelspiegeln, einem Beobachtungsgerät TKN-3W mit IR-Kanal vorne sowie einem IR-Scheinwerfer darüber zur Verfügung. Die erste Serie hatte noch einen Schnittbild-Entfernungsmesser TPD-2-49. Ab der Ausführung T-64B wurde kurzzeitig ein Laserentfernungsmesser TPD-K1 integriert. Die späteren Versionen verfügten über das Hauptzielfernohr 1G42 mit Laserentfernungsmesser und unabhängiger Stabilisierung der Visierlinie in zwei Ebenen.
Ab dem T-64B wurde teilweise die Lenkwaffenanlage 9K112-2 KOBRA mit Lenkwaffe 9M112 KOBRA 9K112 Kobra eingebaut.
Als Nachtzielfernrohr dient das passive IR-Zielfernrohr TPN1-49-23. Später folgte das passive IR-Zielfernrohr TPN-3. Die Nachtzielfernrohre sind vertikal abhängig stabilisiert.
Treffsicheres Feuer aus der Bewegung (bis 30 km/h) ist möglich. Es wird eine relativ hohe Erst-Trefferwahrscheinlichkeit auf Distanzen von bis zu 2000 m erreicht. Nachts ist der Feuerkampf aus der Bewegung möglich, die maximale Kampfentfernung infolge der veralteten Nachtsichtgeräte jedoch auf 800 m (TPN-1) bzw. 800–1200 m (TPN-3) beschränkt.
Bei allen Versionen des T-64 ist die Waffenlage voll stabilisiert und es können aus der Bewegung Ziele bekämpft werden. Ab der Version T-64B ist der Ballistikrechner 1W517 installiert, der die Entfernungswerte automatisch verarbeitet. Es können sowohl stationäre als auch bewegliche Ziele aus der Fahrt bekämpft werden. Links von der Kanone ist ein Infrarotscheinwerfer L-4A installiert.

### Panzerung
Die Panzerung unterscheidet sich grundlegend von der aller damaligen Panzer. Anstelle normaler Panzerplatten besitzt der T-64 als weltweit erster serienmäßiger Kampfpanzer eine Verbundpanzerung und war bei seiner Einführung der bestgeschützte Panzer der Welt. Die Panzerung des T-64 wurde während der Jahre laufend an die aktuelle Bedrohungslage angepasst und verstärkt.

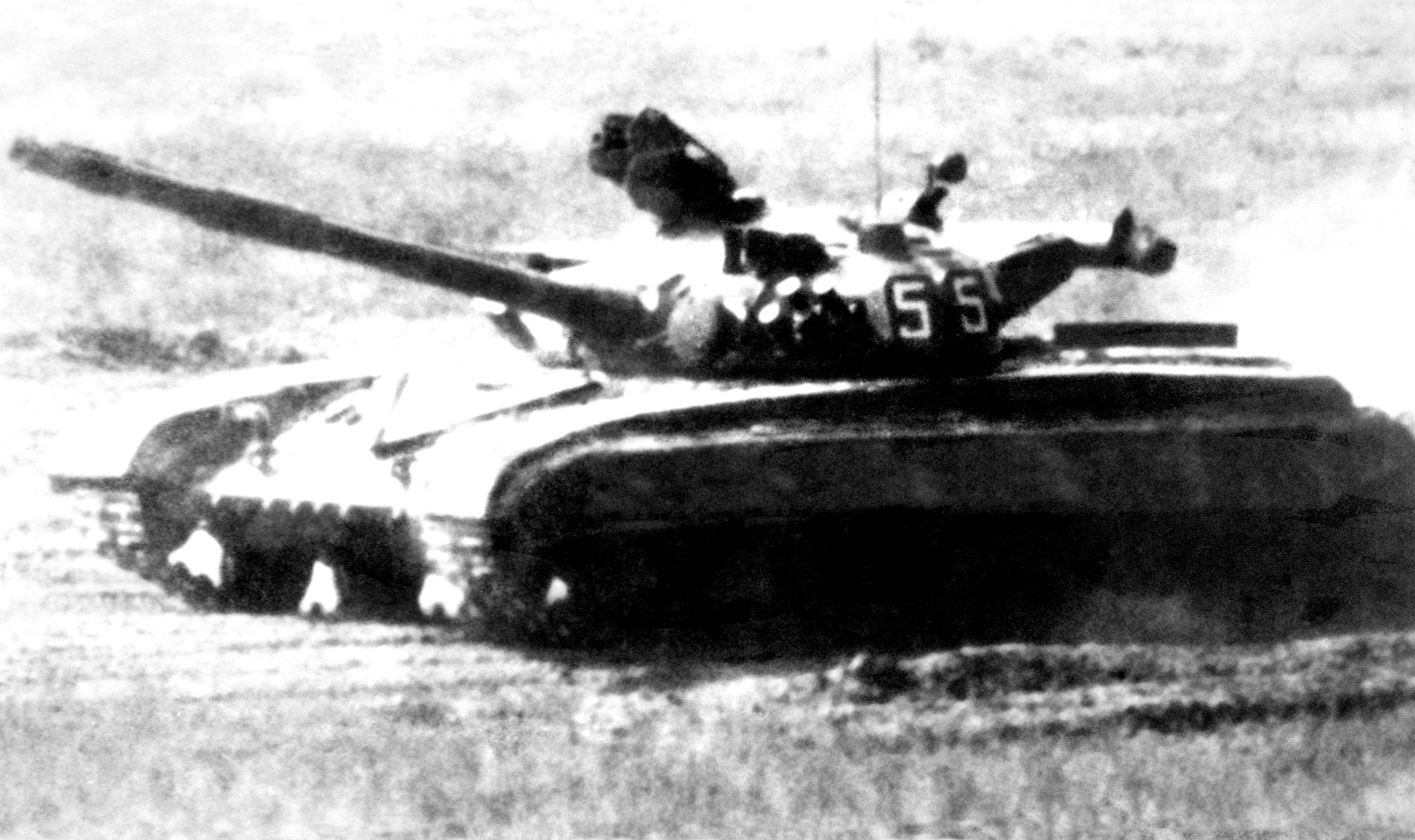
T-64
Das Vorserienmodell des T-64 (Objekt 430) besaß einen konventionellen gegossenen Turm aus homogenem Panzerstahl (RHA). Die ersten Serienmodelle (Objekt 432) erhielten erstmals Türme mit Verbundpanzerung. Diese besteht aus einer inneren 90 mm starken Schicht Stahl, einer 105 mm starken Mittelschicht aus einer harten Aluminiumlegierung sowie einer Außenschicht aus 90 mm Stahl.
Bei späteren Ausführungen wurde die Mittelschicht auf eine Stärke von 400 mm vergrößert und durch zusätzliche Lagen aus Glasfasergewebe verstärkt. Die Materialstärke an der Turmfront stieg so auf 580 mm an.
Die Panzerung der Wannenfront besteht aus einer aus 80 mm hochfestem Stahl. Die Wannenseite besteht aus 80 mm Panzerstahl.

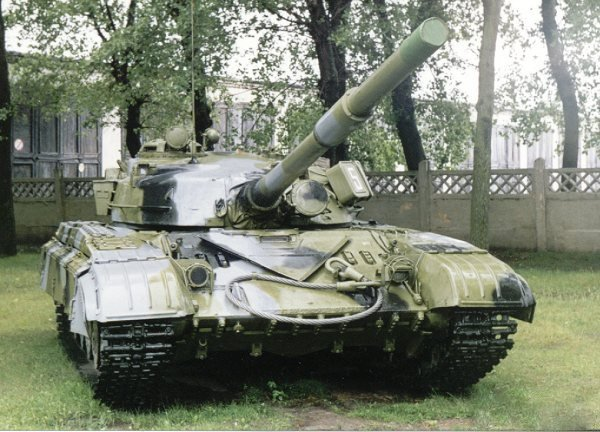
T-64A
Der Turm des T-64A ist mit einer Laminatpanzerung ausgerüstet. Diese besteht aus einer inneren 90 mm starken Schicht Stahl, einer 150 mm starken Mittelschicht aus verschiedenen Hartmetallen und hochfesten Stahlplatten sowie einer Außenschicht aus 90 mm Panzerstahl. Bei den ersten Produktionsmodellen des T-64A wurde anstelle der Hartmetalle und hochfesten Stähle die Verbundpanzerung vom Typ Kwarz verwendet. Sie besteht aus einer Füllung von mit Borsilikatglas vergossenem Quarzsand und kommt in modifizierter Form auch beim späteren T-72 zum Einsatz.
Die Panzerung der Wanne entspricht der Ausführung T-64. Die Wannenfront wurde jedoch zusätzlich mit einer aufgeschweißten 16 mm starken Panzerplatte verstärkt.

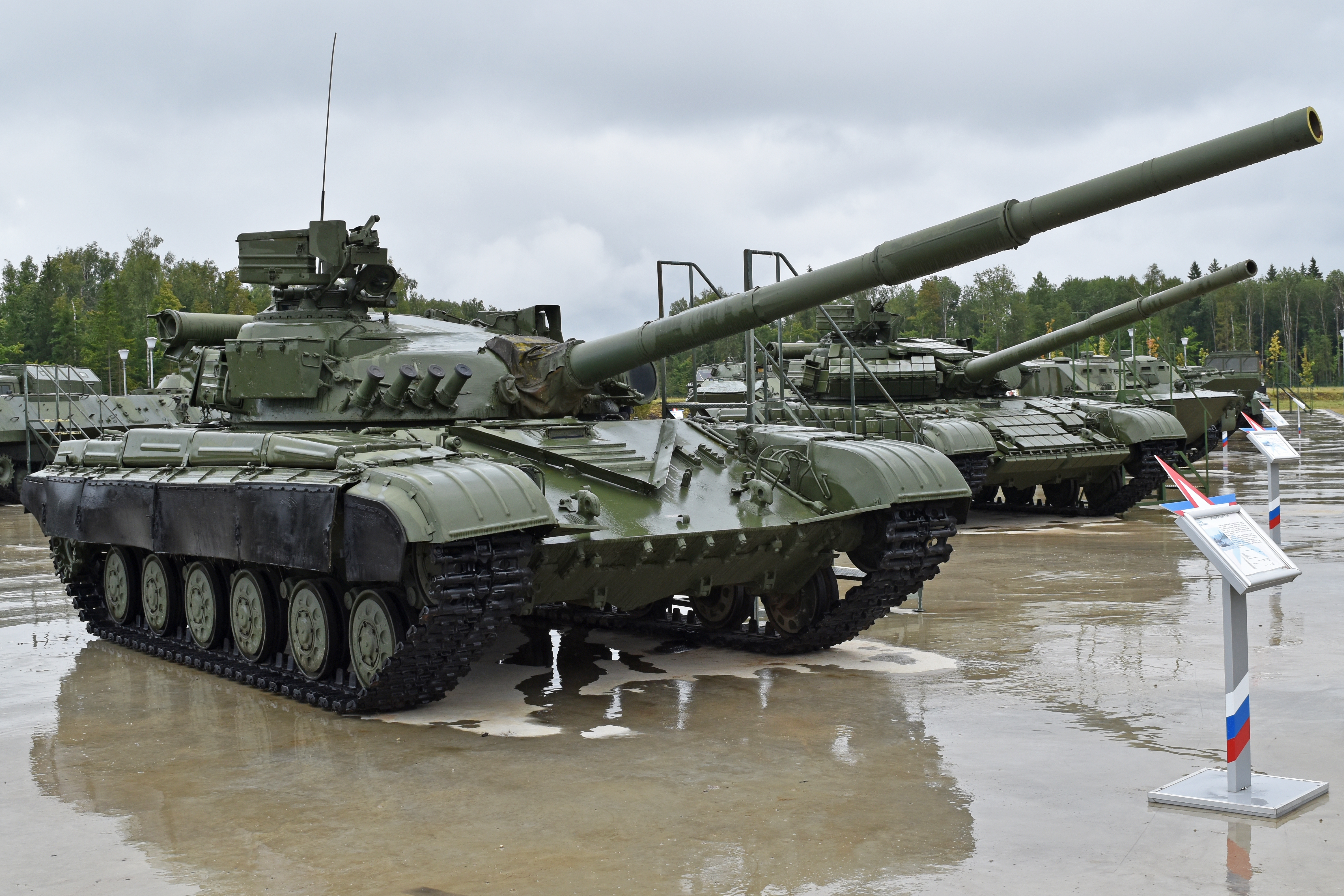
T-64B
Ab der Ausführung T-64B kam am Turm eine Verbundpanzerung zum Einsatz. Diese besteht aus einer inneren 40 mm starken Schicht Stahl, einem 150 mm breiten Hohlraum für die Kombination-K-Kompositpanzerung sowie einer 150 mm starken Außenschicht aus hochfestem Stahl. Die Kombination-K-Kompositpanzerung enthält in Steltexolit GFK eingegossene Kugeln aus Korundum (Aluminiumoxidkeramik / Al2O3).
An der Wannenfront besteht die Verbundpanzerung aus einer inneren 20 mm starken Schicht Stahl, einer 105 mm starken Mittelschicht aus Steltexolit (GFK) sowie einer Außenschicht aus 100 mm hochfestem Stahl.
T-64BW
Die Ausführung T-64BW verfügt über dieselbe Turmpanzerung wie der T-64B. Die Innenseite des Turmes ist jedoch zusätzlich mit Kevlarschutzmatten ausgekleidet, die Splitter abfangen sollen.
An der Wannenfront besteht die Verbundpanzerung aus einer inneren 80 mm starken Schicht Stahl, einer 105 mm starken Mittelschicht aus Textolit-GFK (drei Schichten) sowie einer Außenschicht aus 65 mm hochfestem Stahl.
Zusätzlich sind am Turm und an der Wanne Reaktivpanzerungselemente vom Typ Kontakt-1 angebracht. Diese Zusatzpanzerung erhöht den Panzerschutz um 25–30 %.
T-64BM und T-64BM2

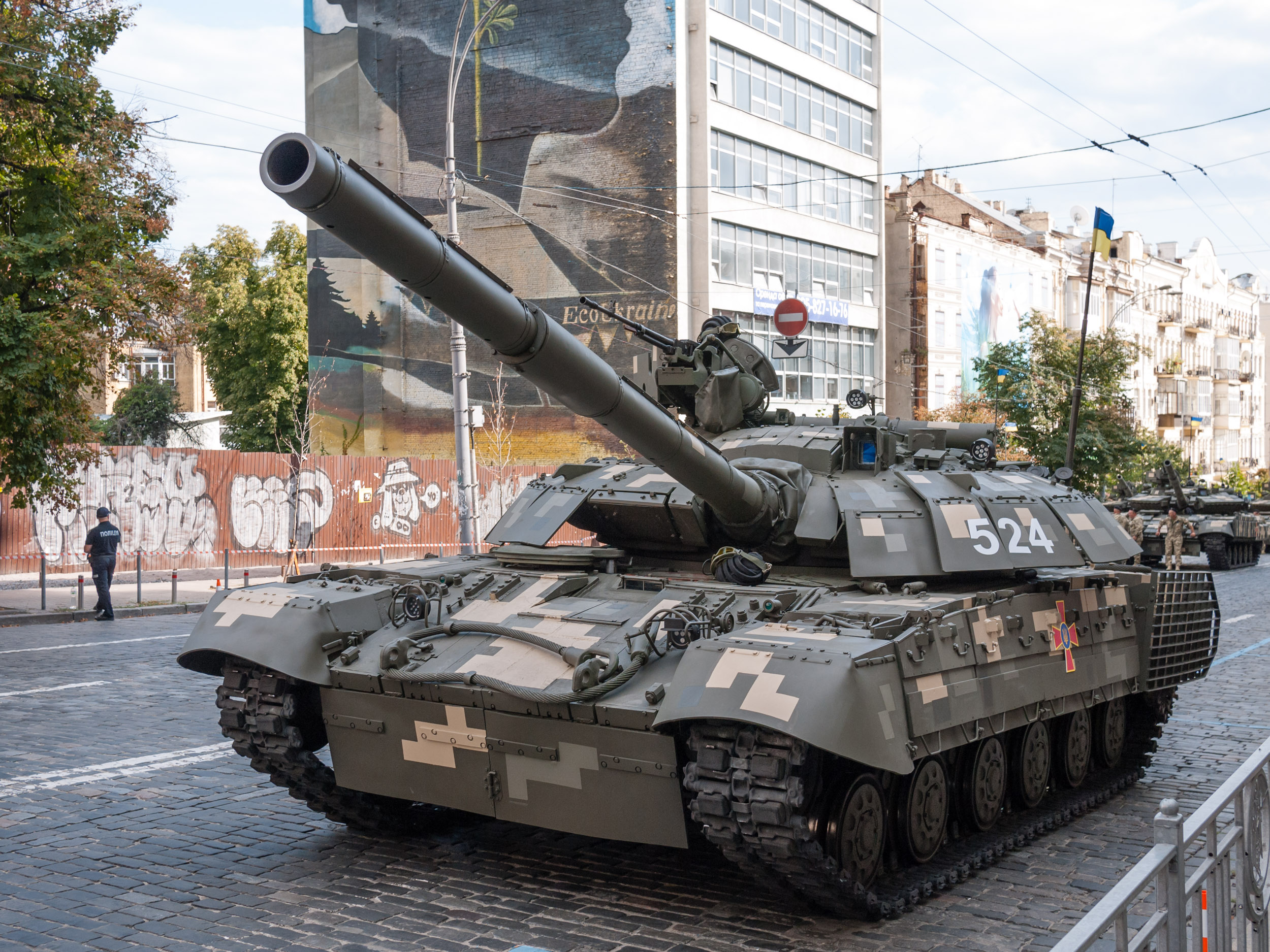
T-64BM2 der ukrainischen Streitkräfte

T-64 BM (Bulat) Ausführungen verfügen über eine Kontakt-5-Reaktivpanzerung.
Schutzniveau-Tabelle der Panzerungen
Die verschiedenen Ausführungen des T-64 verfügen über folgenden Panzerschutz:
| Modell               | T-64A                | T-64A                | T-64B                | T-64B                | T-64BW                                    | T-64BW                                    | T-64BM |
| -------------------- | -------------------- | -------------------- | -------------------- | -------------------- | ----------------------------------------- | ----------------------------------------- | ------ |
| Bauteil              | KE-Geschosse         | HEAT-Granaten        | KE-Geschosse         | HEAT-Granaten        | KE-Geschosse                              | HEAT-Granaten                             | ?      |
| Turm                 | 280–450              | 330–510              | 280–450              | 380–600              | 300–480                                   | 950–1080                                  | ?      |
| obere Turmfront      | 200                  | 190–290              | 280–300              | 420                  | 310–350                                   | 850–870                                   | ?      |
| Wannenfront oben     | 335                  | 420                  | 200                  | 490                  | 460                                       | 910                                       | ?      |
| Wannenfront unten    | 200                  | 200                  | 230                  | 260                  | 280                                       | 420                                       | ?      |
| RHA-Äquivalent in mm | RHA-Äquivalent in mm | RHA-Äquivalent in mm | RHA-Äquivalent in mm | RHA-Äquivalent in mm | einschließlich Kontakt-1-Reaktivpanzerung | einschließlich Kontakt-1-Reaktivpanzerung | ?      |

Der Panzer verfügt über eine automatische ABC-Überdruck-Schutzanlage zum Schutz vor chemischen und biologischen Kampfstoffen sowie zum Schutz vor den Wirkungsfaktoren einer Kernwaffendetonation, wie beispielsweise Druckwelle, Sofort- und Restkernstrahlung und radioaktiver Staub. Zur Feststellung radioaktiver Strahlung und chemischer Kampfstoffe verfügt der T-64 über ein Strahlungsmess- und Kampfstoffnachweisgerät.

## Nutzerstaaten
Aktuelle Nutzer

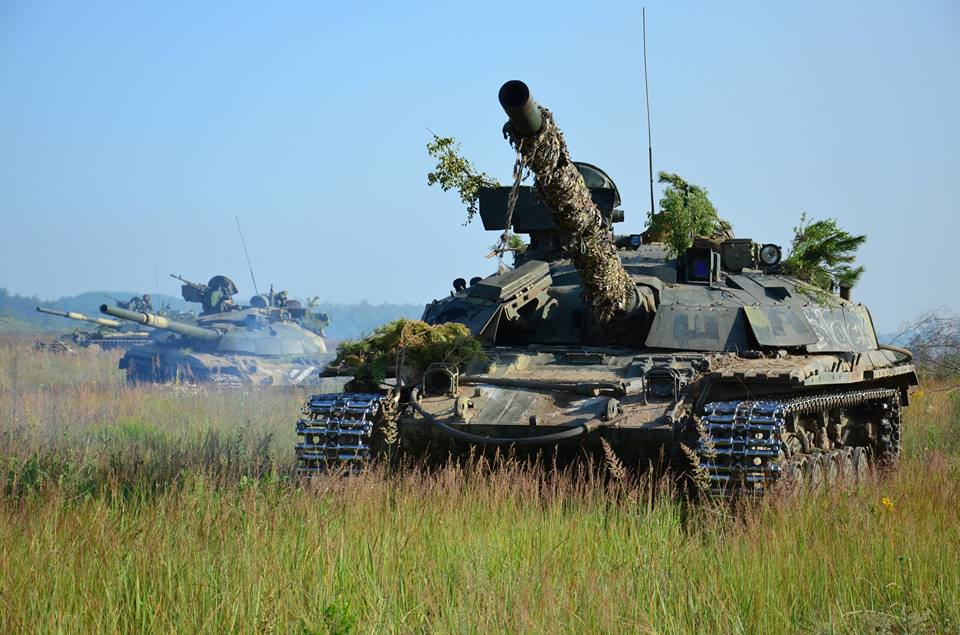
T-64BM

- Demokratische Republik Kongo – 25 T-64B1M, im Jahr 2016 geliefert.[6][7]:458
- Russland: Bis zum Januar 2013 außer Dienst gestellt. Im Zuge des Russischen Überfalls auf die Ukraine 2022 wurden die T-64 wieder reaktiviert und bei den Kriegshandlungen eingesetzt.[8][9][10]
- Ukraine – 710 T-64/T, BW und BM, per Januar 2018 im Bestand.[7]:210
- Usbekistan – 100 T-64, per Januar 2018 im Bestand.[7]:214

Ehemalige Nutzer
- Aserbaidschan: [7]:183
- Belarus: 300[11]
- Kasachstan
- Sowjetunion

## Kriegseinsätze

### Transnistrien-Konflikt
Die erste kriegerische Auseinandersetzung, bei der T-64 eingesetzt wurden, war der Transnistrien-Konflikt im Jahre 1992. Bei diesem Konflikt kamen die T-64 der 59. Motorisierten Garde-Schützendivision der 14. Armee unter dem Kommando von General Lebed zum Einsatz. Während der Kriegshandlungen wurden zehn T-64BW durch Panzerabwehrwaffen MT-12, 9K113 Konkurs sowie RPGs zerstört bzw. außer Gefecht gesetzt.

### Russisch-Ukrainischer Krieg
Weiter wurde der T-64 im Russisch-Ukrainischen Krieg sowohl von den Ukrainischen Streitkräften als auch von den von der Russischen Armee unterstützten Separatisten eingesetzt.

### Russischer Überfall auf die Ukraine 2022
Beim russischen Einmarsch in die Ukraine setzen sowohl die Streitkräfte Russlands wie auch die ukrainischen Streitkräfte den T-64 ein. Bis Februar 2025 sollen die russischen Streitkräfte bzw. von Russland kontrollierten Separatisten mindestens 98 T-64 und die Ukraine mindestens 537 T-64 verloren haben.

## Varianten
Varianten T-64 und T-64A:
- T-64 (Objekt 430): Erster Prototyp mit 100-mm-Kanone D-54TS und Metel-Stabilisierungssystem. Antrieb mit 5TD-Dieselmotor mit 600 PS. Drei Stück gebaut.
- T-64 (Objekt 432): Erste Vorserienversion, mit 115-mm-Glattrohrkanone D-68 (GRAU-Index: 2A21) und einem anderen Ladeautomat als im späteren T-64A und T-64B. Der Turm bestand aus gegossenem Panzerstahl, war jedoch anders geformt als die Türme der späteren T-64A und B. Die Feuerleitanlage verfügte über das Zielfernrohr TPD-43B mit optischem Schnittbildentfernungsmesser und unabhängiger Stabilisierung der Visierlinie in der Vertikalen. Mit 5TD-Dieselmotor. Rund 600 hergestellt. Gefechtsgewicht 36,4 Tonnen. Größtenteils später zum T-64R umgebaut.

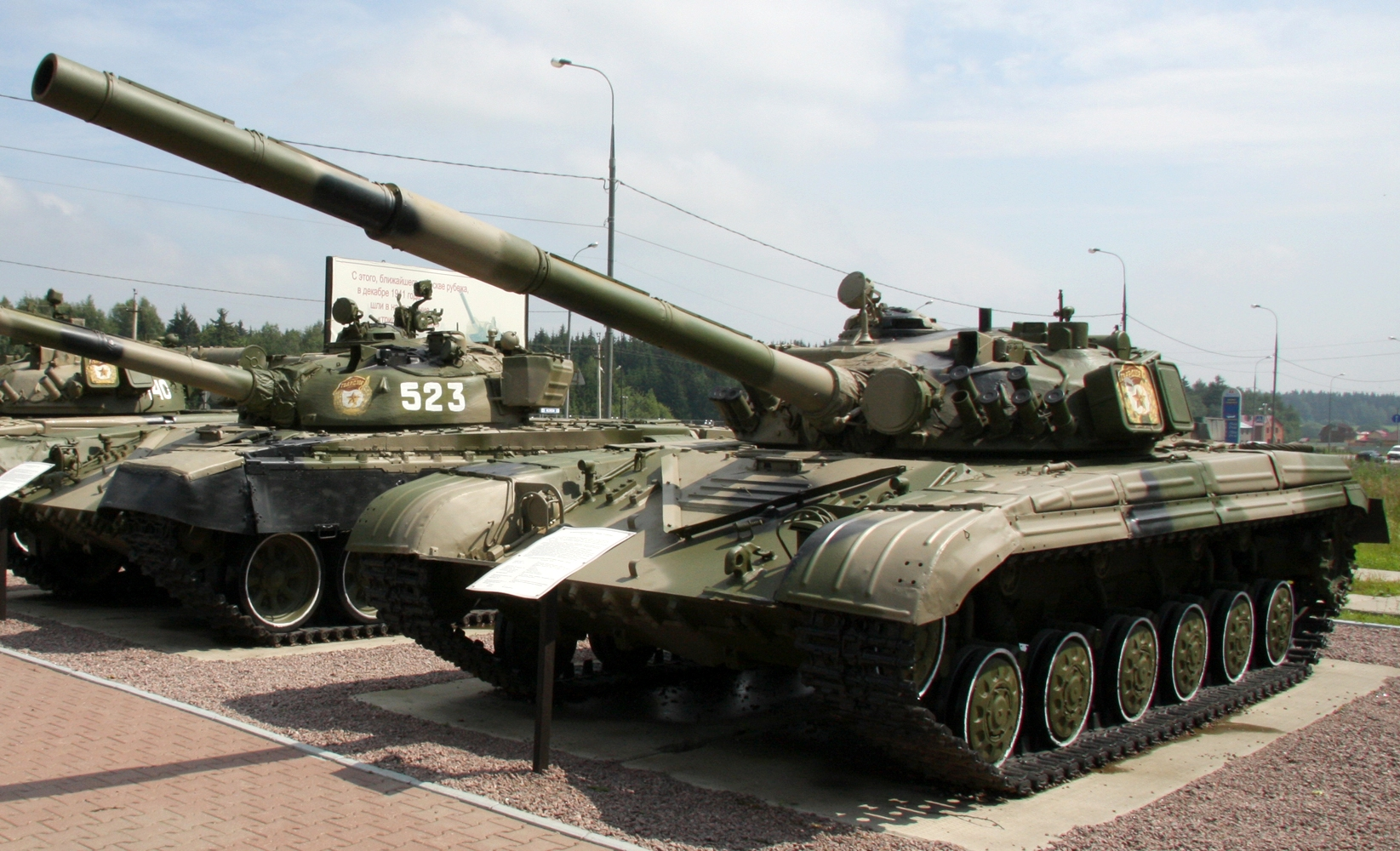
T-64AK

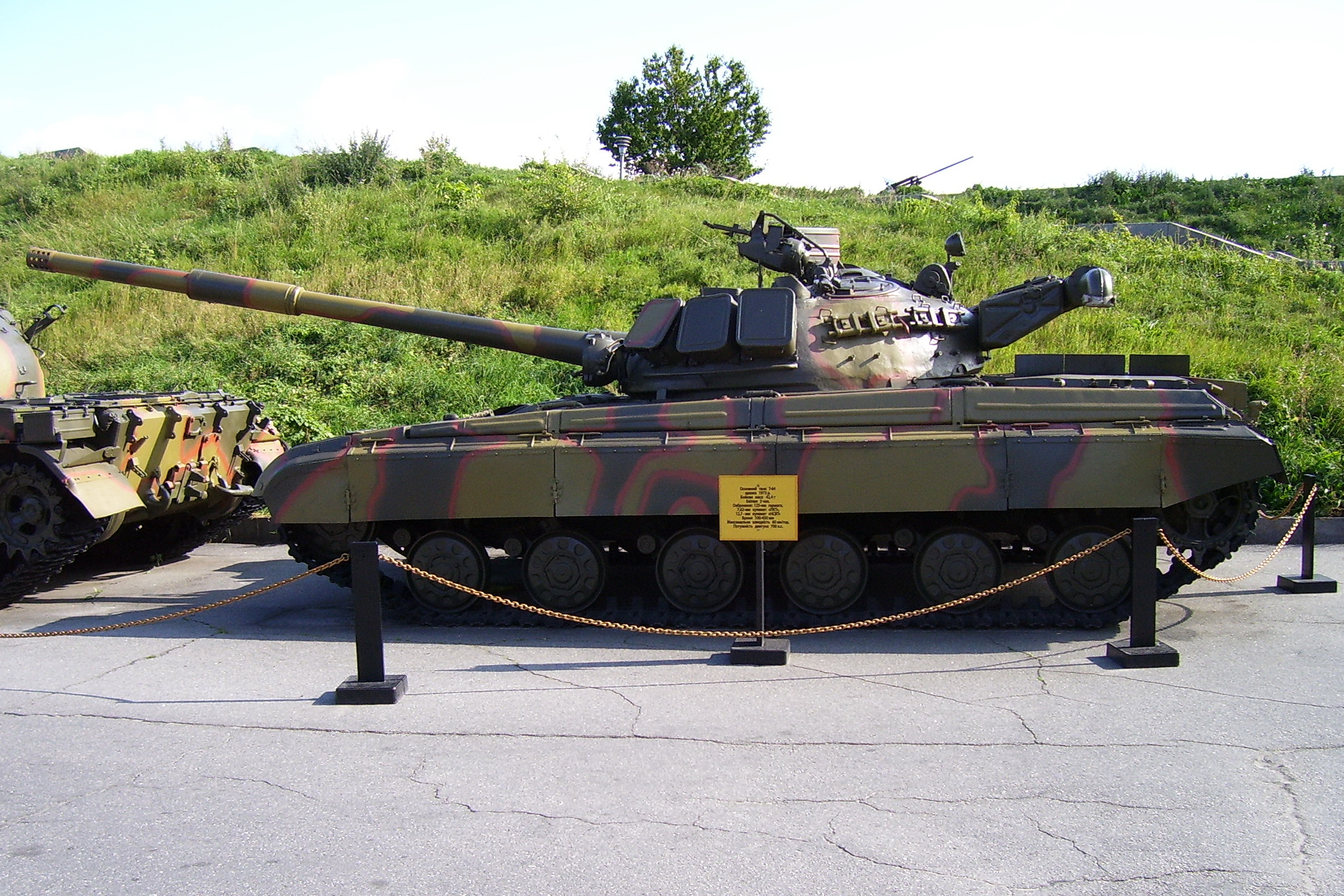
T-64B

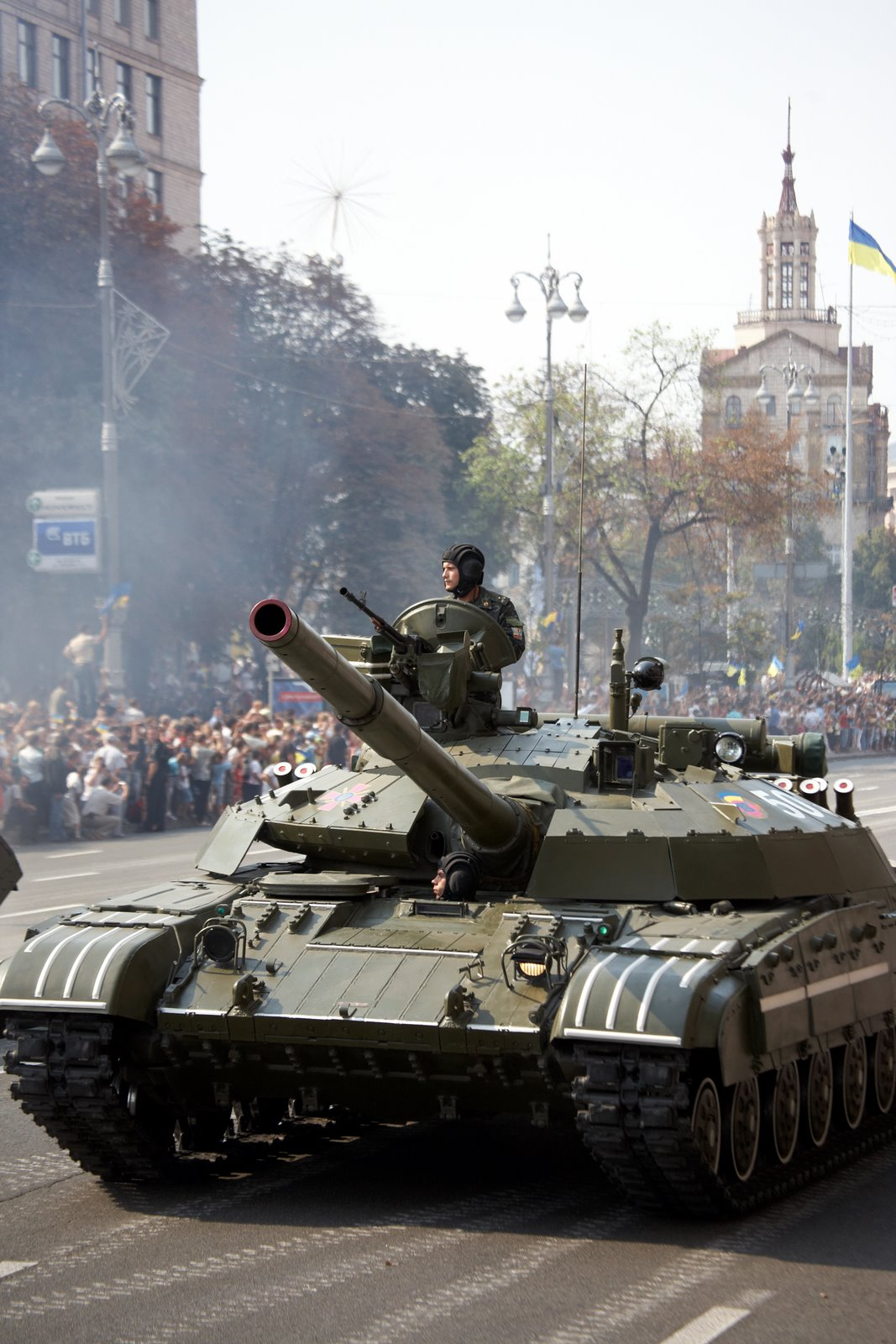
T-64BM

- T-64A Redut (Objekt 434): Erste Serienversion ab 1969. Mit neu konstruiertem Turm mit Verbundpanzerung. Ausgerüstet mit der 125-mm-(D-81T)-Glattrohrkanone 2A26 mit 6AZ10M-Ladeautomat. Mit TPD-2-49-Zielfernrohr mit optischem Schnittbildentfernungsmesser und unabhängiger Stabilisierung der Visierlinie in der Vertikalen sowie der Möglichkeit, das KMT-6-Minenräumgerät anzubringen. Ausgerüstet mit Brandunterdrückungsanlage und verbessertem 5TDF-Dieselmotor. Gefechtsgewicht 38,2 Tonnen.
- T-64A (Objekt 445): Prototyp entwickelt 1966. Ausgerüstet mit abgeändertem Fahrwerk und Getriebe sowie W-45-Dieselmotor. Vorgänger des späteren T-72.
- T-64AK (Objekt 446): Führungspanzer des T-64A mit Navigationsanlage und umfangreicherer Funkausrüstung.
- T-64AM (Objekt 476): Modifizierter T-64A mit 6TD-Dieseltriebwerk ab 1979. Nur in geringer Stückzahl eingeführt.
- T-64AKM: Modifizierter T-64AK mit 6TD-Dieseltriebwerk. Nur in geringer Stückzahl eingeführt.
- T-64R (Objekt 443R): Auf den T-64A-Stand nachgerüstete T-64 (Objekt 432R).
- T-64T: Prototyp eines modifizierten T-64A mit zwei GTD-350-Gasturbinen mit je 257 kW Leistung.

Varianten T-64B:
- T-64B Sosna (Objekt 447A): Im Jahr 1975 eingeführt. Mit diversen Modifikationen sowie neu konstruiertem Turm mit Kompositpanzerung vom Typ Kombination-K. Mit 2A46-2-(D-81TM)-Glattrohrkanone und modernerer, primärstabilisierter 1A33-1-Feuerleitanlage. Diese enthält einen integrierten Laser-Entfernungsmesser. Nachgerüstet mit 6EZ40-Ladeautomat. Zusätzlich wurde die Feuerleitanlage für die rohrverschossene Lenkwaffe 9K112 Kobra eingebaut. Eine spätere Modifizierung erlaubte es, Elemente mit Reaktivpanzerung anzubringen. Gefechtsgewicht 42,5 Tonnen.
- T-64B1 (Objekt 437A): Wie T-64B, aber ohne 9K112-Lenkwaffensystem ab 1976.
- T-64BK (Objekt 446B): Führungspanzer mit umfangreicherer Funkausrüstung.
- T-64B1K: Verbesserter Führungspanzer mit R-130M-Funkausrüstung sowie TNA-3-Navigationssystem. Durch die zusätzliche Ausrüstung können nur 28 Schuss 125-mm-Munition mitgeführt werden
- T-64BW (Objekt 447B): Im Jahr 1985 eingeführt. T-64B mit zusätzlicher Kevlarpanzerung am Turmdach sowie 115 Panzerkacheln aus Reaktivpanzerung vom Typ Kontakt-1. Mit neuer 2A46M-1-Rapira-3-Glattrohrkanone. Gefechtsgewicht 42,5 Tonnen.
- T-64BWK: Führungspanzer des T-64BW.
- T-64BWD: Prototyp mit Drosd-Abwehrsystem und Reaktivpanzerung vom Typ Kontakt-1.
- T-64B1W: Wie T-64BW, jedoch ohne Lenkwaffe 9K112 Kobra.

Varianten aus der Ukraine:
- T-64B1M: Modernisierter T-64B1 der Firma Morosow. Mit 6TD-Dieseltriebwerk mit 1000 PS und Reaktivpanzerung vom Typ Nosch.[17]
- T-64BM Bulat (Objekt 447AM): Modernisierter T-64BW der Firma Morosow. Mit zusätzlicher Kevlarpanzerung am Turmdach sowie Reaktivpanzerung vom Typ Kontakt-5. Nachgerüstet mit der 1A43U-Ros-Feuerleitanlage. Nachgerüstet mit 6TD-Dieseltriebwerk und neuem 6AZ43-Ladeautomat. Gefechtsgewicht 45 Tonnen.
- T-64BM2 (Objekt 447AM-2): Modernisierter T-64BM der Firma Morosow. Mit der 1A45-Irtysch-Feuerleitanlage, Sensoren und Elektronik des T-80. Nachgerüstet neuem 5TDFM-Vielstoffmotor mit 850 PS Leistung. Mit 9K119-Refleks-Lenkwaffensystem und 6EZ43-Ladeautomat. Nachgerüstet mit Reaktivpanzerung vom Typ Nosch.
- T-64E: Modernisierter T-64B der Firma Morosow, vorgestellt 2011 für die ukrainischen Streitkräfte. Mit komplett neuer Elektronik, Feuerleitanlage und Navigationsausrüstung. Verbesserter Panzerschutz durch Reaktivpanzerung vom Typ Nosch-2. Zusätzlich mit zwei 23-mm-Flugabwehrkanonen an der linken Turmseite sowie neuer 125-mm-KBA1-Kanone. Ausgerüstet 5TDFE-Motor mit 850 PS, einer externen Hilfsturbine mit 10 kW und neuem Getriebe.
- T-64U (Objekt 447AM-1): Version der Firma Morosow. Auf das Niveau des T-84 nachgerüsteter T-64B. Mit neuer Feuerleitanlage, Sensoren, Elektronik sowie 6TD-1-Dieseltriebwerk mit 1000 PS.
- T-64 2017: Die ukrainische Armee hat seit 2018 mindestens 100 aufgerüstete T-64 aus dem Malyschew-Werk sowie aus dem Panzerreparaturwerk Lwiw erhalten.[18] Laut einer Pressemitteilung des staatlichen ukrainischen Rüstungsunternehmens Ukroboronprom vom 11. Februar 2019 soll das Upgrade des T-64 auf das Modell 2017 eine deutliche Kampfwertsteigerung darstellen.[19] Die Integration der neuen Ausrüstung soll während der routinemäßigen Wartung durchgeführt werden können.[20] Neben modernen Nachtsichtgeräten verfügt das Zielsystem des Richtschützen über einen integrierten Wärmebildsensor, der gegnerische 125-mm-Geschütze zu jeder Tageszeit und unter allen Wetterbedingungen erkennen können soll. Laut Jane’s Information Group soll dies eine Reaktion auf die T-72 sein, welche von den Separatisten in der Ostukraine eingesetzt werden.[20] Weitere Verbesserungen sind eine modernisierte digitale Feuerleitanlage mit GNSS sowie digitale Funkgeräte vom Typ Lybid K-2RB mit einer Reichweite von 70 km, die von Dolja & Co. geliefert werden.[20]  Weiterhin wurden vom Malyschew-Werk T-64A zu Minenräumpanzern mit KMT-7-Minenräumrollen umgebaut.[21] Die Minenräumversion erhielt zusätzlichen Minenschutz sowie Heiz- und Kühlsystem für die Besatzung.[22]

## Status
Trotz verschiedener Mängel (z. B. störanfälliger Motor) wurden der T-64 und seine Modifikationen bis 1987 produziert. Insgesamt wurden über 8000 T-64 aller Versionen hergestellt. Aufgrund des Gewichtslimits, welches durch das Leichtbaufahrwerk verursacht wird, sind weitere umfangreichere Nachrüstungen schwer durchführbar. Auch nach dem Auslaufen der Serienproduktion soll der Panzer weiterhin verbessert werden. So wollen ukrainische Firmen den T-64 auf das Leistungsspektrum eines T-84 aufrüsten.